# Bing Webmaster Center
Bing Webmaster Center es un servicio de búsqueda parte del motor de búsqueda Bing de Microsoft, que permite a los webmasters agregar sus sitios Web para el rastreador de índice de Bing. El servicio también ofrece herramientas para webmasters solucionar el rastreo y de indexación de su sitio Web, herramientas de creación, presentación y ping de mapa del sitio, las estadísticas del sitio Web, consolidación de la presentación de contenido y nuevos recursos de contenido y la comunidad.

## Características
Bing Webmaster Center contiene las siguientes herramientas y características para webmasters para tener acceso a los datos de apoyo y administrar sus sitios Web sobre Bing:
- Rastreo permite a los webmasters descubrir posibles problemas con sus sitios Web, como los errores de archivo no encontrado (404), bloqueados por REP, largo URL dinámicas y tipos de contenido no compatibles
- Backlinks data permiten webmasters al acceso a datos acerca de sus vínculos de referencia
- Filtrado avanzada permitir webmasters al ámbito de rápidamente los resultados en sus informes de sitio Web para acercar los datos que necesitan
- descarga de datos permiten webmasters tener acceso los primeros 1000 resultados en un archivo CSV para analizar los resultados
- Keyword search tool
- Validador de Robots.txt
- Comprobador HTTP
- Sitemaps
- Enlaces salientes